# 潮美舞
潮美 舞（しおみ まい、1999年7月14日 - ）は、日本の元AV女優。バンビプロモーションに所属していた。

## 略歴
2020年10月、エスワン専属女優としてAVデビュー。作品発売日の前日から予約開始という異例のデビューとなった。
2022年発売の作品を最後にTwitter(現・X)アカウントがないため引退状態である。

## 人物
神奈川県出身。
小学4年生の頃に恥骨の辺りを押すと気持ちいことに気付きオナニーを始める。
バイブや電マといった大人のオモチャが好きで、ほぼ毎日朝晩オナニーをしていて回数は週10回を超える。
初体験の相手は学生時代の先輩。
これまで親の敷いたレールを歩んできて就職もそうなるはずだったが、大学3年になって就職活動をするうちに1度も自分で決めることなく社会に出ることにモヤモヤしたものを感じるようになった。そんな時にSNSでかわいい子をたまたま見つけ、調べるとそれがAV女優だと知り、さらに調べるとAV女優たちがみなかわいくて輝いていて、自分も同じ舞台でやってみたいという気持ちが芽生えたことがAV女優となったきっかけ。
「潮美舞」という芸名は“潮が美しく舞う”という気持ちを込めて付けられたが、デビュー作の撮影まで潮を吹いた経験はなかった。

## 映像作品

### アダルトDVD
◎はBlu-ray版あり作品。
- 新人NO.1STYLE 潮美舞 AVデビュー（10月19日、S1 NO.1 STYLE）◎
- 快感!初・体・験 めちゃイキ3本番 年下のお姉さんがどっぷり性に目覚める 新アクメ性交（11月19日、S1 NO.1 STYLE）◎
- 交わる体液、濃密セックス 完全ノーカットスペシャル（12月19日、S1 NO.1 STYLE）◎

- 激イキ183回!痙攣4270回!イキ潮10200㏄! お漏らし体質の色白スレンダーボディ エロス覚醒 はじめての大・痙・攣&大洪水スペシャル（1月19日、S1 NO.1 STYLE）
- 娘の友達にベロベロ接吻されたあの瞬間から…（2月19日、S1 NO.1 STYLE）
- 大嫌いなセクハラ上司と温泉旅館で強●相部屋させられて…絶倫中年オヤジに無理やりイカされ続けたチェックアウトまでの12時間（3月19日、S1 NO.1 STYLE）
- 「先輩ごめんなさい…」バイト先のパワハラから守ってくれた先輩が復讐レ●プされている姿に鬱勃起が止まらないクズな僕（4月19日、S1 NO.1 STYLE）
- 声を押し殺しているにも関わらず潮吹き絶頂が止まらないサイレントスプラッシュレ●プ（5月19日、S1 NO.1 STYLE）
- 相部屋NTR 絶倫上司と新入社員が朝から晩まで、不倫セックスに明け暮れた出張先の夜（6月19日、S1 NO.1 STYLE）
- ※見た目は清楚、中身はド痴女 オナニーができなくなるまで精巣空っぽにしてくれるドスケベ淫語メンズエステ（7月19日、S1 NO.1 STYLE）
- 1ヶ月の禁欲後にポルチオ開発され確変オーガズム状態のまま24時間耐久で一生分ハメまくった潮美舞のヤバい性交（8月19日、S1 NO.1 STYLE）
- 痴女ハラ 若女社長に逆らえず勤務中にイカされ続ける中年平社員の僕（9月28日、S1 NO.1 STYLE）
- 「おじさんのことベトベトになるまで舐めちゃっていい?」 接吻好き痴女のオヤジ喰い性交（10月26日、S1 NO.1 STYLE）
- すぐそばに嫁がいるのに僕に跨りヒソヒソ密着誘惑してくるささやき淫語お姉さん（11月23日、S1 NO.1 STYLE）
- 潮美舞初ベスト S1デビュー1周年記念 最新10タイトル8時間スペシャル（12月10日、S1 NO.1 STYLE）※女優ベスト  ◎
- 潮美舞とM男童貞クンが24時間2人きり! NGなし! 発射無制限! やりすぎ筆おろしドキュメント（12月28日、S1 NO.1 STYLE）

- スイミングNTR 競泳水着の健康的で絞まった肉体 美女インストラクターがハマった愛する彼の知らないビショ濡れゲス浮気（1月25日、S1 NO.1 STYLE）
- 「ムラムラしたらあの子にしゃぶってもらおうぜ」 断ることを知らない即尺フェラチオ大好き優等生（2月22日、S1 NO.1 STYLE）
- 制服クビレ少女が大嫌いな巨漢教師に馬乗りプレスで犯●れ続けて7日目…ついに快楽堕ち 潮美舞（3月22日、S1 NO.1 STYLE）

### VR
2021年
- 仕事帰りの僕をチョー甘やかしてくれるお姉さんのような年下彼女とバカップル体験! ず～っとイチャラブハメまくり同棲生活VR（2月18日、S1 NO.1 STYLE）
- 潮美舞ソープ解禁! 即尺、洗体、潜望鏡、マット全てが神対応のプラチナムソープ140分フルコース（7月16日、S1 NO.1 STYLE）
- 鈴を鳴らせば上から下からジャジャジャジャーン! 天井特化&地面特化2回SEX収録即ハメ美少女メイドVR（12月23日、S1 NO.1 STYLE）

### イメージDVD
- My Lover 潮美舞（2022年3月4日、ファインピクチャーズ）

## 書籍・出版物

### デジタル写真集
- アサ芸SEXY女優写真集 潮美舞 ECSTASY（2021年11月30日、徳間書店、撮影：Kendrick Watanabe）
- My Lover デジタル写真集 潮美舞（2022年5月13日、ファインピクチャーズ、撮影：SHOOTING STAR）

### 雑誌
- 月刊FANZA 2020年12月号（ジーオーティー） - インタビュー「HATSUMONO!」
- 月刊FANZA 2021年1月号（ジーオーティー） - 表紙 &「今月のカバーガールFUCK」

## 出演

### テレビ
- ほろ酔いりりぴ #3（2020年2月3日、エンタ!959）

### ウェブラジオ
- セクシー業界自暴バラエティ〜わたしって、○○じゃないですか？（2021年3月15日、鳥越アズーリFM）